# The Three Stooges (film)
The Three Stooges är en amerikansk TV-film från 2000 i regi av James Frawley, baserad på en biografi om The Three Stooges av Michael Fleming.

## Handling
Det är sent 50-tal och "de tre dårfinkarnas" ledare, Moe Howard, deppar över att hans karriär som skådespelare verkar vara över, och han tjänar inga pengar när de visar hans gamla filmer på TV. Men en dag kontaktas han av en TV-producent, som vill att The Three Stooges ska återförenas för en show som ska sändas direkt i TV. 
Då börjar Moe tänka tillbaka på det som varit med The Three Stooges ända från början. 

## Om filmen
Några faktafel förekommer i filmen. Exempelvis omnämns filmen Soup to Nuts från 1930, och det påstås att den producerades av 20th Century Fox – som grundades först fem år senare. Soup to Nuts producerades av Fox Film Corporation. 
I en annan scen meddelas det i radionyheterna att Shemp Howard dog vid 59 års ålder. I verkligheten hann Shemp fylla 60 innan han dog. Och Moe var inte fattig under slutet av 50-talet - han hade gjort bra investeringar och funderade faktiskt på att gå i pension då.

## Rollista (i urval)
- Paul Ben-Victor – Moe Howard
- Evan Handler – Larry Fine
- John Kassir – Shemp Howard
- Michael Chiklis – Jerome 'Curly' Howard
- Rachael Blake – Helen Howard
- Joel Edgerton – Tom Cosgrove
- Martin Csokas – Ted Healy
- Brandon Burke – Harry Romm
- Peter Callan – Joe DeRita